# فعل مركب

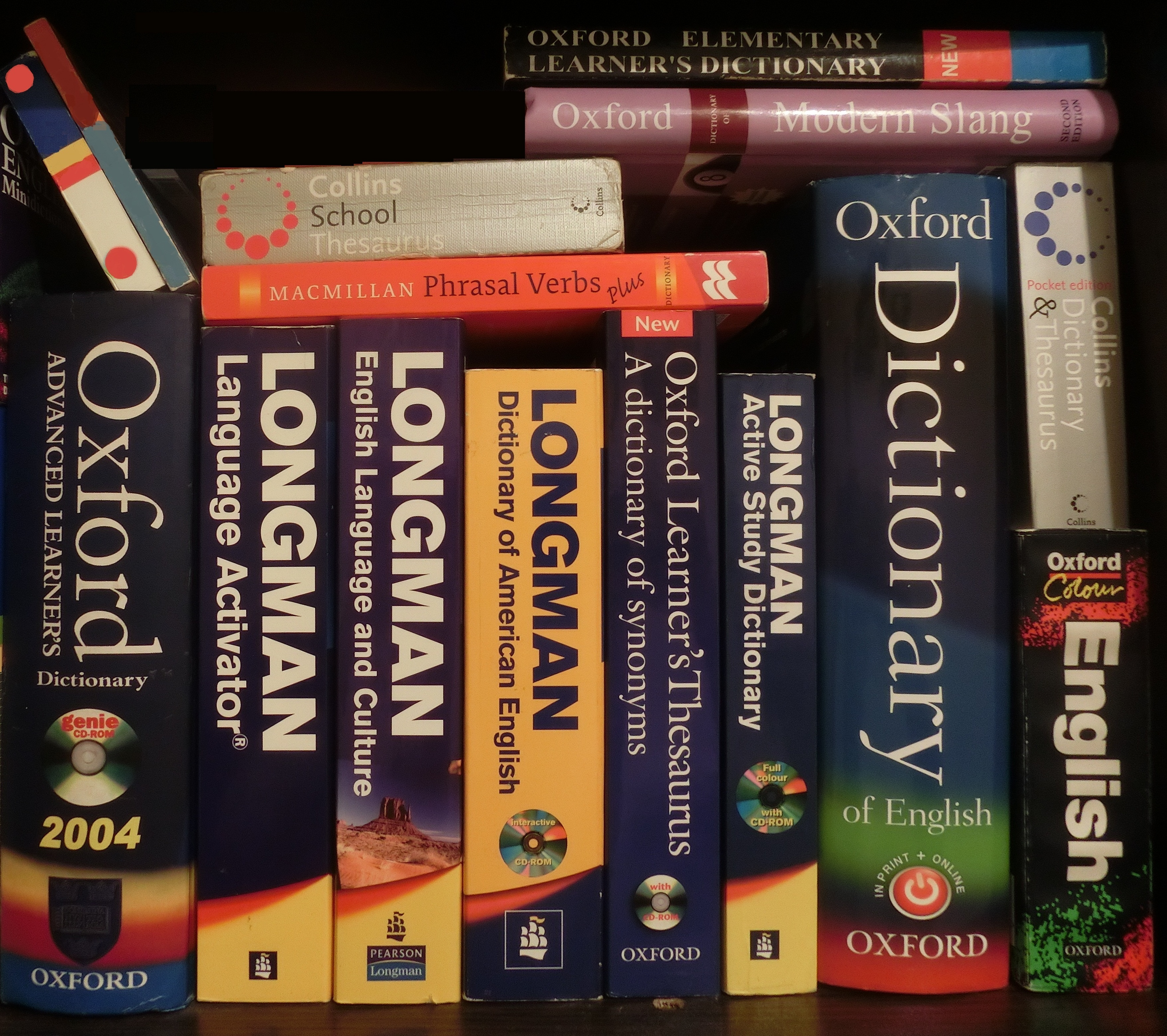

الأفعال المركبة (بالإنجليزية: Phrasal Verb )‏ أو أفعال شبه الجملة(مفردها فعل شبجملي) هي الأفعال التي تتكون من فعل مركب من عدة كلمات. وهذا النوع من الأفعال كثير في اللغة الإنجليزية غير أنه نادر في اللغة العربية. وعادة ما يتكون من فعل وحرف جر أو فعل وظرف وحرف جر.
ويعطي الفعل المركب (العباري/الاصطلاحي) معنى غالبا ما يكون مختلفا عما يعنيه الفعل الأصلي.

## أمثلة
أمثلة على الأفعال المركبة:
- look through
- Sort out
- Back up
- come up with
- Look into
- Point out
- Get away with